# Fundação Gilberto Freyre
A Fundação Gilberto Freyre é uma instituição cultural cuja sede está localizada na Casa-Museu Magdalena e Gilberto Freyre, na cidade do Recife, capital de Pernambuco, Brasil. Foi criada em 11 de março de 1987 com objetivo de contribuir para o desenvolvimento político-social, científico-tecnológico e cultural da sociedade brasileira, tendo como base as influências de Gilberto Freyre.